# Ferdinand Adolph Lange
Ferdinand Adolph Lange (18 de febrero de 1815 - 3 de diciembre de 1875) fue un relojero, inventor, empresario y político regional alemán, fundador de la firma A. Lange & Söhne e iniciador de la tradición de la industria relojera en la localidad de Glashütte, en Sajonia. 

## Semblanza

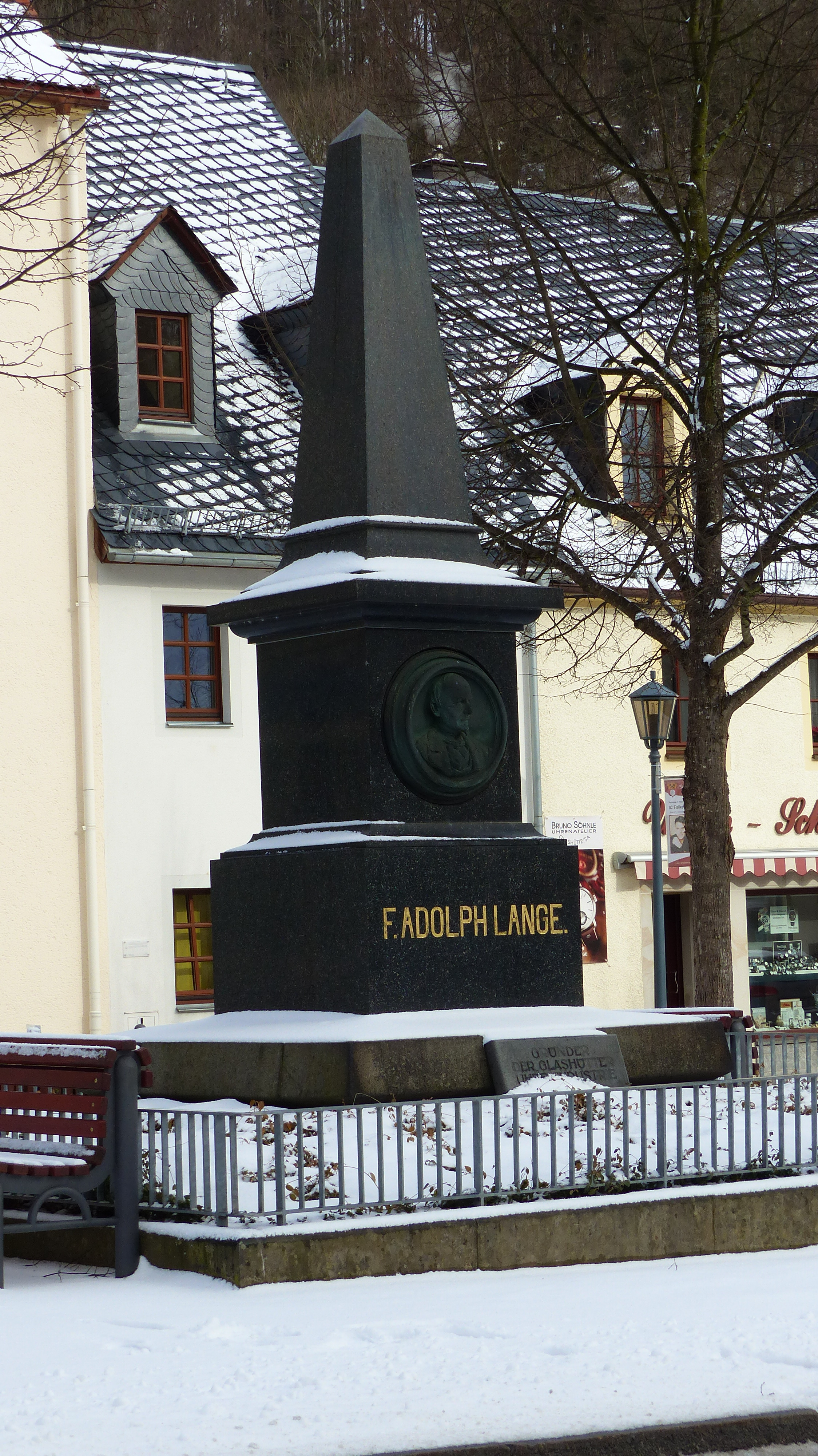
Monumento a F. Adolph Lange en la iglesia de Glashütte

Lange era hijo de Johann Samuel Lange. Nació en Dresde en 1815, y creció con unos padres adoptivos que le brindaron una educación adecuada. A los 15 años, ingresó en Politécnico de Dresde y posteriormente aprendió el oficio de relojero con Johann Christian Friedrich Gutkaes sen., relojero de la corte sajona. A partir de 1837, pasó una serie de años de aprendizaje itinerante en Francia, el Reino Unido y Suiza, como era habitual por entonces entre los artesanos más competentes para perfeccionar sus conocimientos y habilidades con relojeros de renombre. El famoso relojero parisino Joseph Thaddäus Winnerl le ofreció un puesto vitalicio, pero Lange regresó a Sajonia en 1841, y junto con Gustav Bernhard Gutkaes se convirtió en socio de la empresa "Gutkaes & Lange" en Dresde.
El 7 de diciembre de 1845, Lange fundó la manufactura de relojes "A. Lange, Dresde" en Glashütte junto con su futuro cuñado, el relojero Friedrich August Adolf Schneider (1824-1878), con el apoyo financiero del gobierno real sajón mediante un préstamo reembolsable de 7820 táleros. A partir de 1868, tras la incorporación de su hijo Richard Lange como copropietario, la empresa operó bajo el nombre de A. Lange & Söhne. En 1875, su hijo Friedrich Emil Lange también se incorporó a la dirección de la empresa. La región, estructuralmente frágil, alrededor de Glashütte en los montes Metálicos Orientales ofrecía, sobre todo, los bajos salarios esenciales para el inicio de una producción relojera económica. Al mismo tiempo, cumplió su compromiso con el gobierno sajón y comenzó a formar relojeros en Glashütte, sentando así las bases de la emergente industria relojera. Lange impulsó su desarrollo animando a empleados cualificados a fundar sus propias empresas. Ejemplos de ello son las manufacturas de Adolf Schneider y de Julius Assmann.
A diferencia de la relojería de la época, por lo demás altamente artesanal, Lange se esforzó por fabricar cada pieza, profundizando en los fundamentos teóricos de la manufactura industrial y aplicándolos a la relojería. Desarrolló, entre otros, nuevos máquinas herramienta fr precisión e instrumentos de medición. Estos métodos, así como las mejoras técnicas introducidas en la relojería, pronto permitieron la producción de relojes de bolsillo de alta calidad y de gran precisión a precios asequibles y en grandes cantidades.
Lange fue alcalde de la ciudad de Glashütte desde 1848 hasta el 30 de marzo de 1867, y miembro de la Sächsischen Landtags (la "Asamblea de los Estados" del Reino de Sajonia) desde 1857 hasta su fallecimiento en 1875.